# Elisabeth Aspe

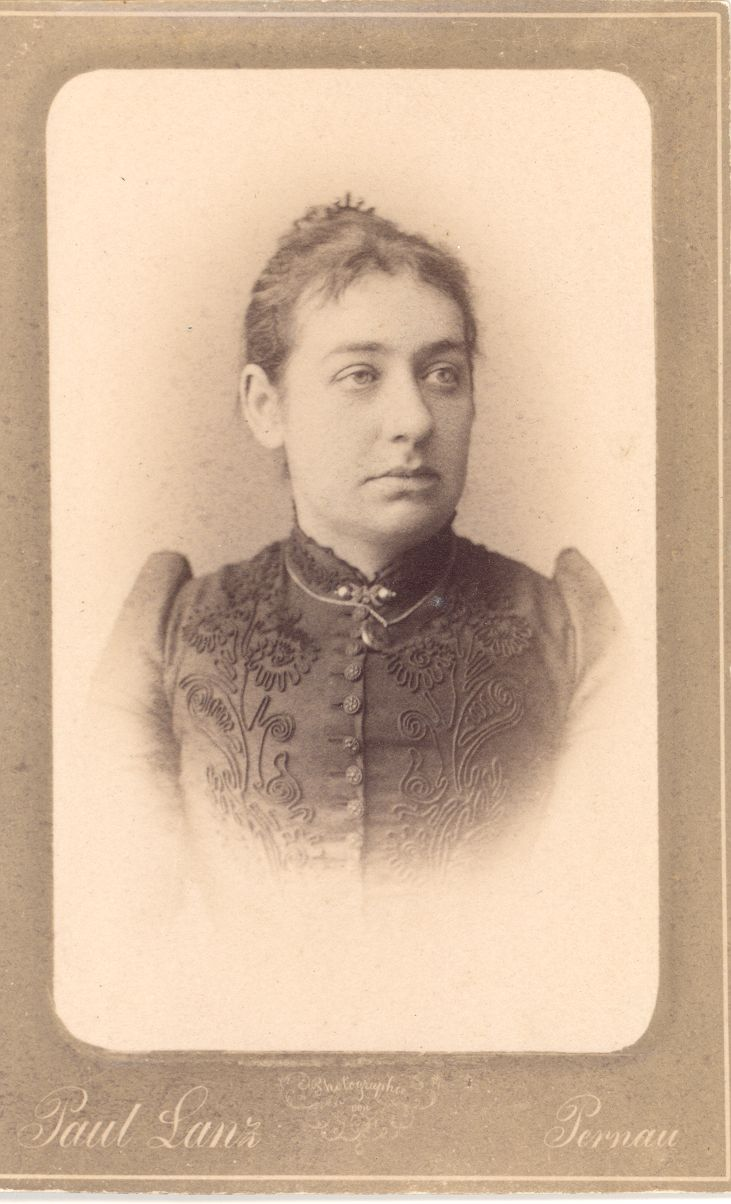
Elisabeth Aspe

Elisabeth Aspe (seit 1892 mit bürgerlichem Namen Elisabeth Nieländer; * 3.jul. / 15. Dezember 1860greg. Saksaküla, damals Gemeinde Sauga, Kreis Pärnu; † 25. August 1927 in Pärnu) war eine estnische Schriftstellerin. 

## Leben und Werk
Elisabeth Aspe wurde als achtes von elf Kindern des wohlhabenden Unternehmers Maddis Aspe (1820–1889) und dessen Frau Mari (1822–1888) geboren. Ihr Patenonkel war der estnische Publizist Johann Voldemar Jannsen. Sie besuchte von 1871 bis 1878 die Höhere Mädchenschule in Pärnu. Ab 1880 arbeitete sie mit der Zeitung Eesti Postimees zusammen. 1881 erschien darin ihr Debütwerk als Schriftstellerin, die Erzählung Ene ukse lukutamist. Die meisten ihrer Prosawerke erschienen in Folge zunächst in estnischen Zeitungen und Zeitschriften. Darin schildert sie in realistischer Erzählweise vom Leben der Esten in Vergangenheit und Gegenwart. Einfache Bauern und Seeleute stehen dabei ebenso im Mittelpunkt wie die gebildete städtische Oberschicht.
Zu den bekanntesten Erzählungen von Elisabeth Aspe zählen Kasuõde (1887), in der sie ihr Frauenideal vorstellt, der Bildungsroman Ennosaare Ain (1888) über das Leben eines Wissenschaftlers, und die Liebesgeschichte Meremehe mõrsja (1890). Daneben erzählt Anna Dorothea (1891) vom Leben in Pärnu und Aastate pärast (1911) aus dem Händlermilieu. Außerdem veröffentlichte Elisabeth Aspe zahlreiche Kurzgeschichten, Literatur für Kinder und Erinnerungen.

## Privatleben
1892 heiratete Elisabeth Aspe Heinrich Nieländer (1845–1903). Das Paar hatte zwei Söhne und eine Tochter.